# Coupe de Chine 2025
Navigation
Édition précédente Édition suivante
La Coupe de Chine est une compétition internationale de patinage artistique qui se déroule en Chine au cours de l'automne. Elle accueille des patineurs amateurs de niveau senior dans quatre catégories: simple messieurs, simple dames, couple artistique et danse sur glace.
La vingtième Coupe de Chine est organisée du 24 au 26 octobre 2025 au Centre culturel et sportif de Huaxi à Chongqing. Elle est la deuxième compétition du Grand Prix ISU senior de la saison 2025/2026. 
Depuis le 1er mars 2022, l'Union internationale de patinage interdit aux patineurs artistiques et aux officiels de la fédération de Russie et de la Biélorussie de participer et d'assister à toutes les compétitions internationales en raison de l'invasion russe de l'Ukraine le 24 février 2022. Les athlètes russes et biélorusses ne peuvent donc participer à aucune épreuve du Grand Prix ISU 2025-2026, jusqu'à nouvel ordre.

## Résultats

### Messieurs
(compétition à venir)
| Rang | Nom | Pays | Points | Programme court | Programme court | Programme libre | Programme libre |
| ---- | --- | ---- | ------ | --------------- | --------------- | --------------- | --------------- |
| 1    |     |      |        |                 |                 |                 |                 |
| 2    |     |      |        |                 |                 |                 |                 |
| 3    |     |      |        |                 |                 |                 |                 |
| ...  |     |      |        |                 |                 |                 |                 |

### Dames
(compétition à venir)
| Rang | Nom | Pays | Points | Programme court | Programme court | Programme libre | Programme libre |
| ---- | --- | ---- | ------ | --------------- | --------------- | --------------- | --------------- |
| 1    |     |      |        |                 |                 |                 |                 |
| 2    |     |      |        |                 |                 |                 |                 |
| 3    |     |      |        |                 |                 |                 |                 |
| ...  |     |      |        |                 |                 |                 |                 |

### Couples
(compétition à venir)
| Rang | Nom | Pays | Points | Programme court | Programme court | Programme libre | Programme libre |
| ---- | --- | ---- | ------ | --------------- | --------------- | --------------- | --------------- |
| 1    |     |      |        |                 |                 |                 |                 |
| 2    |     |      |        |                 |                 |                 |                 |
| 3    |     |      |        |                 |                 |                 |                 |
| ...  |     |      |        |                 |                 |                 |                 |

### Danse sur glace
(compétition à venir)
| Rang | Nom | Pays | Points | Danse rythmique | Danse rythmique | Danse libre | Danse libre |
| ---- | --- | ---- | ------ | --------------- | --------------- | ----------- | ----------- |
| 1    |     |      |        |                 |                 |             |             |
| 2    |     |      |        |                 |                 |             |             |
| 3    |     |      |        |                 |                 |             |             |
| ...  |     |      |        |                 |                 |             |             |

## Source
(compétition à venir)